# Comando de Aeródromo E 23/XI
El Comando de Aeródromo E 23/XI (Flieger-Horst-Kommandantur E 23/XI) fue una unidad de la Luftwaffe durante la Segunda Guerra Mundial.

## Historia
Fue formado el 26 de agosto de 1939 en Ahlhorn-Süd como Comando de Aeródromo E Ahlhorn-Süd. En marzo de 1940(?) es renombrado como Comando de Aeródromo E 23/XI. El 1 de abril de 1944 es renombrado como Comando de Aeródromo E (v) 208/VII.

## Comandantes
- Capitán Gottfried Tschoner – (15 de febrero de 1944 – 1 de abril de 1944)

## Servicios
- 1939 – 1940: en Ahlhorn-Süd.
- junio de 1940 – enero de 1941: en Charleville(?).
- junio de 1941 – febrero de 1942: en Prowehren.
- marzo de 1942(?) – julio de 1943: en Castel Vetrano (Italia) (Teil-Kdtr. en Palermo).
- julio de 1943 – abril de 1944: en Parma (Italia).